# Љубав у једанаестој
Љубав у једанаестој је ТВ драма из 1978. године који је режирао Бато Ченгић по сценарију Боре Ћосића.

## Улоге
| Глумац                  | Улога |
| ----------------------- | ----- |
| Милена Дравић           |       |
| Слободан Алигрудић      |       |
| Аљоша Вучковић          |       |
| Миливоје Томић          |       |
| Весна Чипчић            |       |
| Душан Јовановић         |       |
| Зорка Колаковић         |       |
| Михајло Бата Паскаљевић |       |
| Бранка Петрић           |       |
| Јадранка Селец          |       |
| Стево Жигон             |       |
| Јелена Жигон            |       |
| Ивана Жигон             |       |